# Каменка (Дрибинский район)
Ка́менка (бел. Каменка) — деревня в составе Рясненского сельсовета Дрибинского района Могилёвской области Белоруссии.

## История
Упоминается в 1756 году как деревня в великокняжеском имении Рясно в Мстиславском воеводстве ВКЛ.

## Население
- 1999 год — 71 человек
- 2010 год — 44 человека

## Фотогалерея

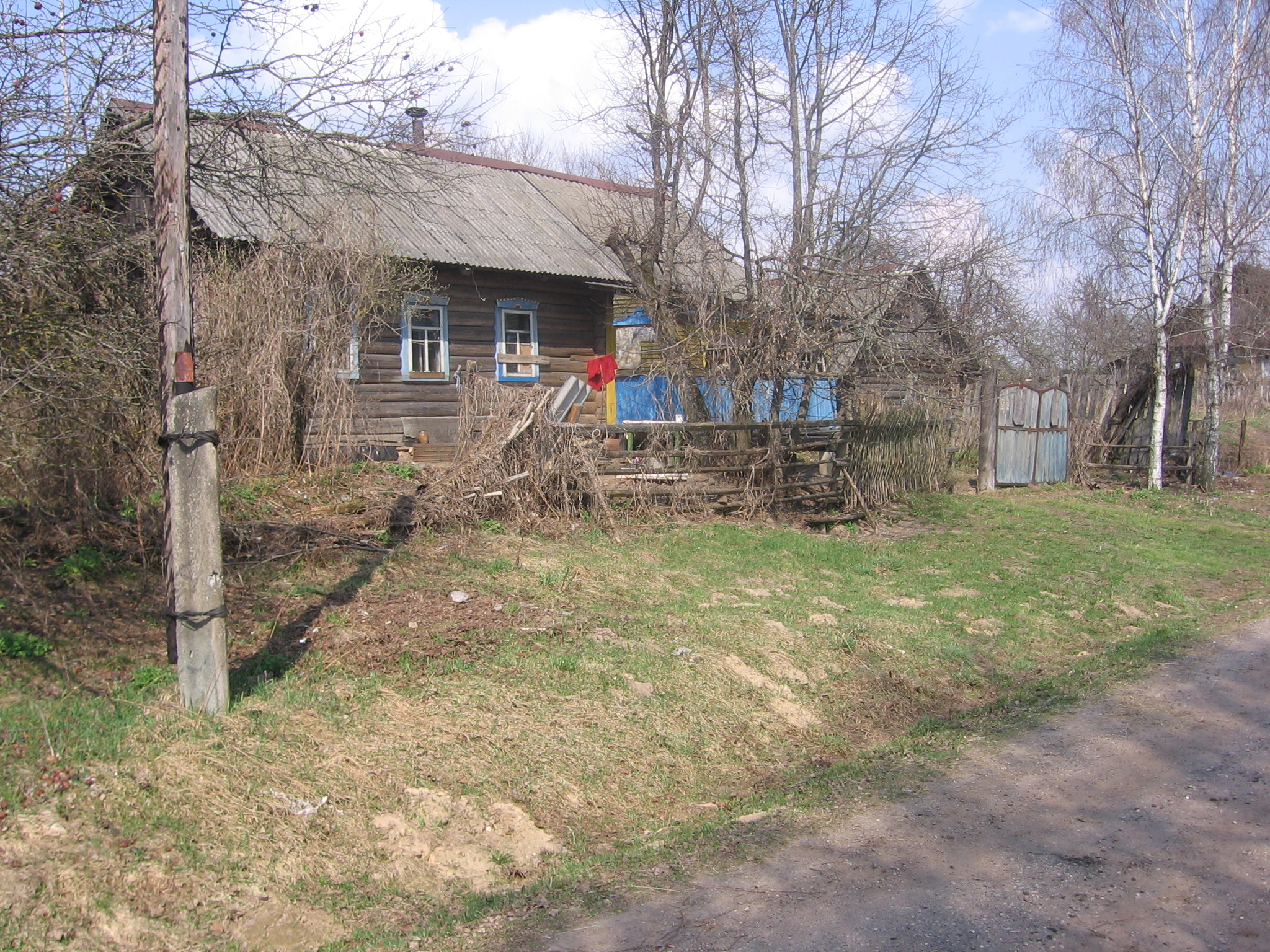
Каменка. Весна
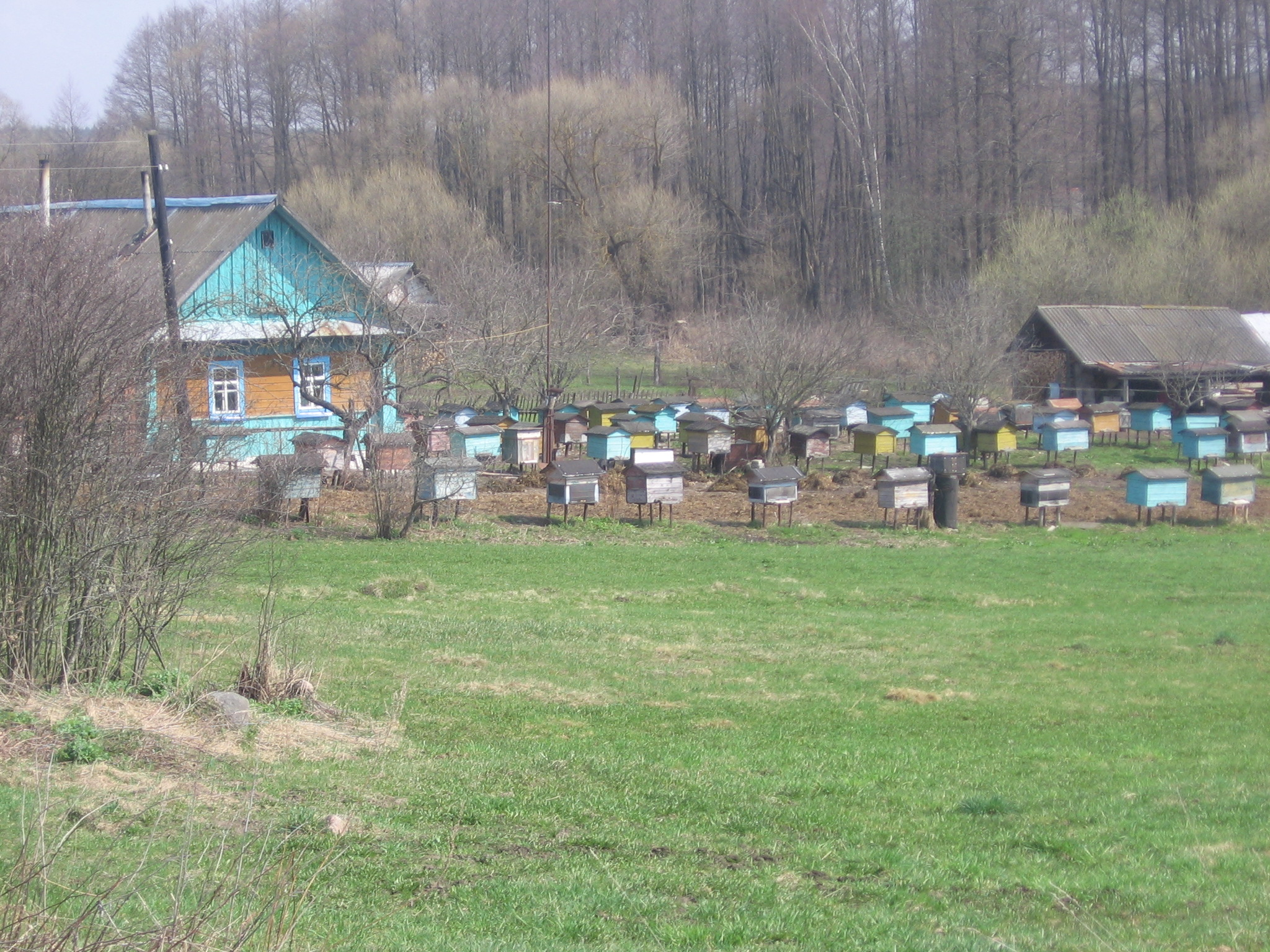
Каменка. Пасека
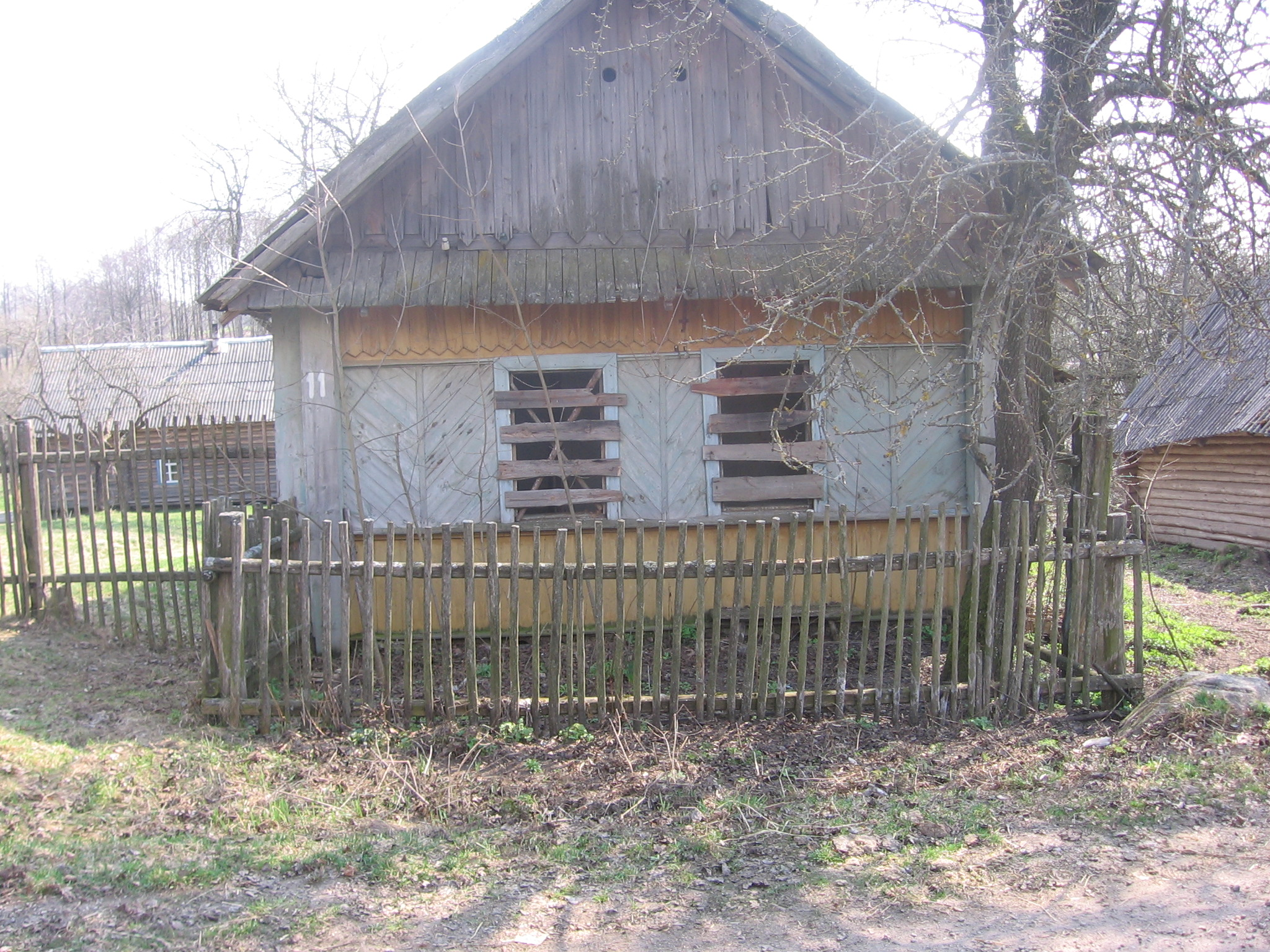
Каменка. Пустующий дом
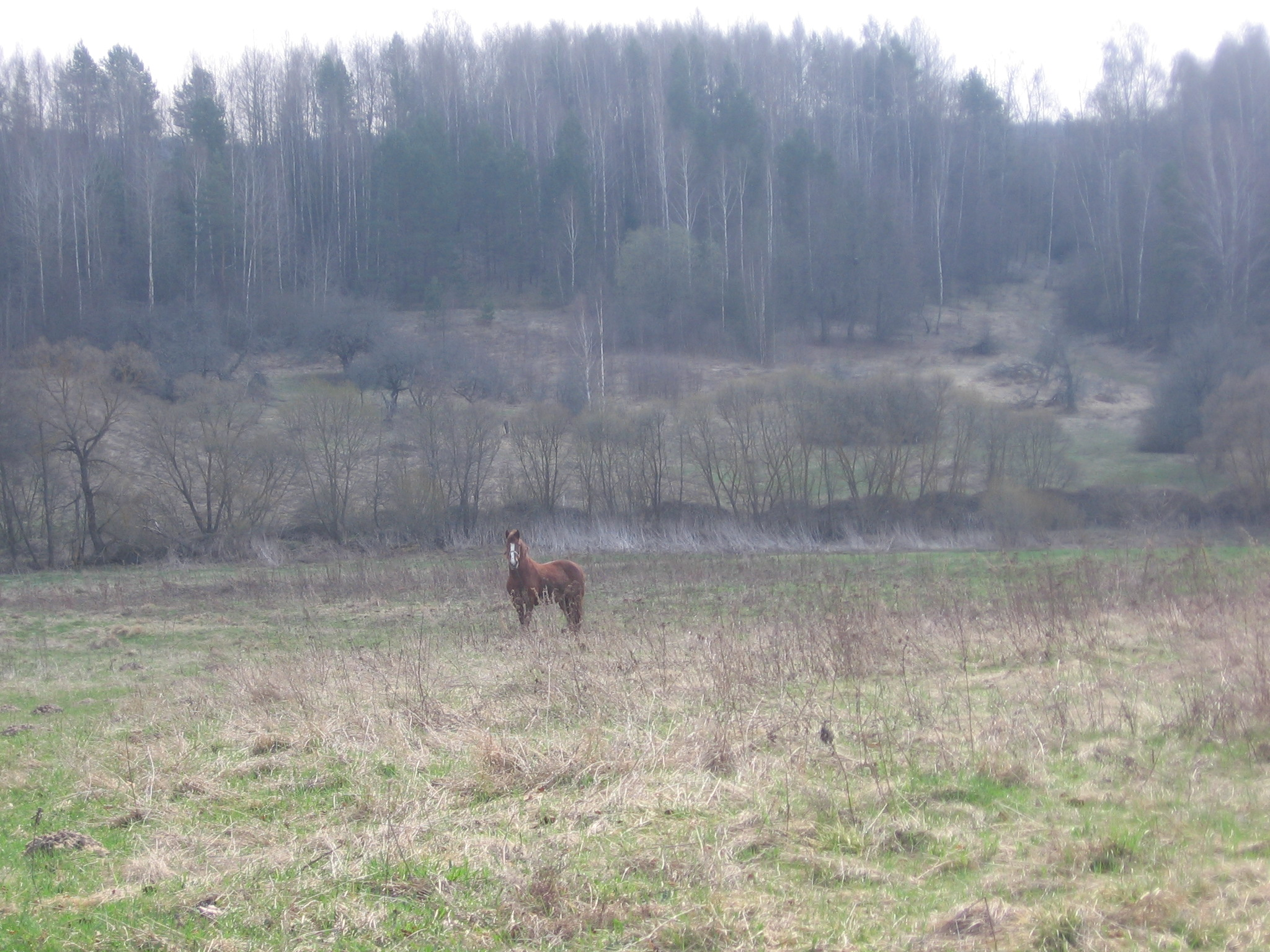
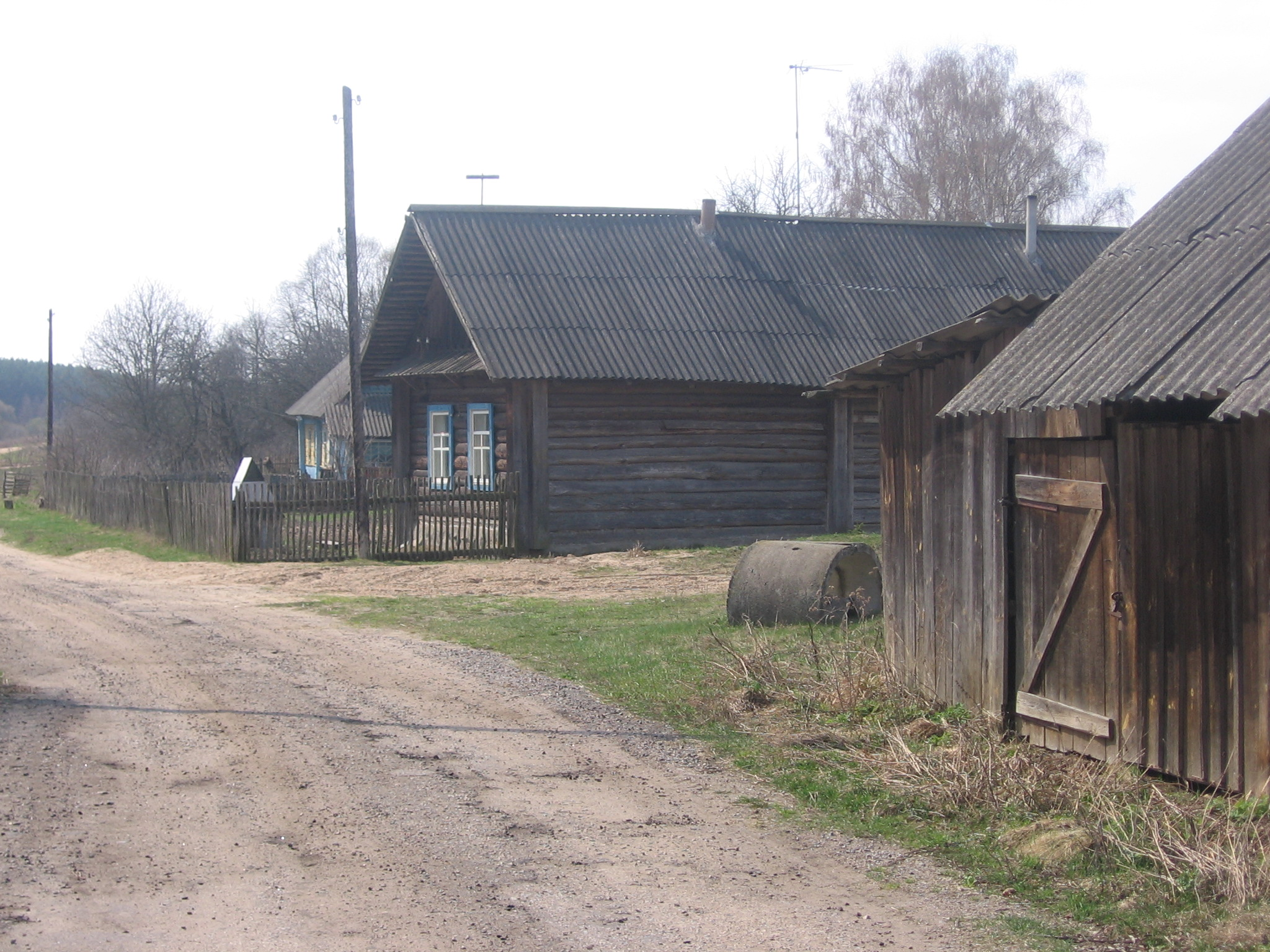
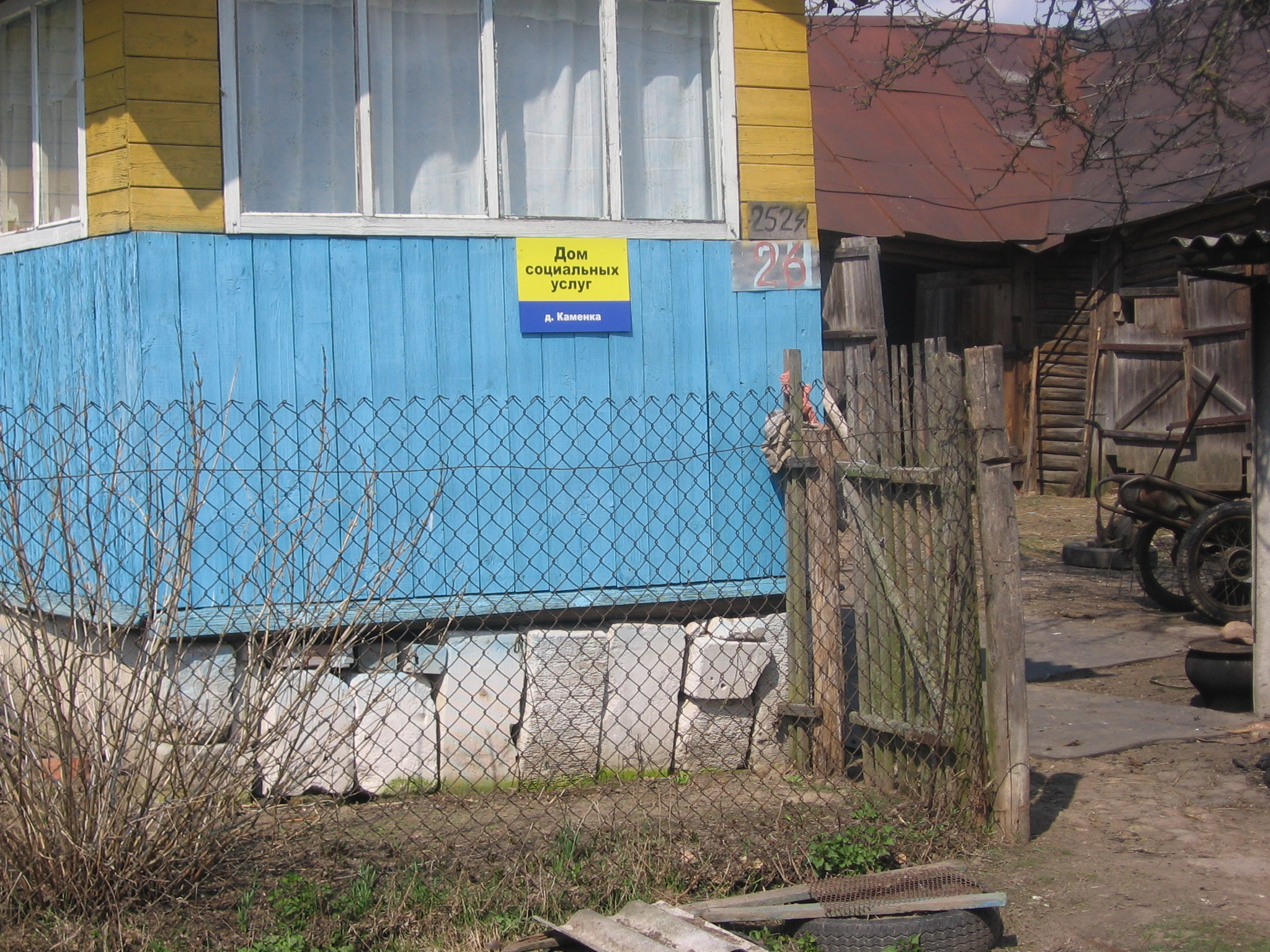